# Геец, Алексей Григорьевич
Алексей Григорьевич Геец (род. 12 февраля 1960) — советский легкоатлет, советский и российский игрок и тренер в американский футбол. Окончил РГУФК в 1982 году. Живет в Москве, женат, трое детей. Один из них, Илья, работает комментатором тенниса на телеканале «Евроспорт».

## Биография
Спортивную карьеру начал в легкой атлетике. С 1975 года в составе СДЮШОР «Октябрь». Мастер спорта СССР в спринте. За время выступлений становился неоднократным победителем и призером различных соревнований. В 1986 году повторил рекорд Европы в беге на 60 метров.
В американский футбол пришел в 1990-м году, играл в составе нападения «Московских Орлов», «Казахских Сфинксов», «Московских Богатырей» и «Московских Медведей». Выступал в составе трёх сборных — СССР, СНГ и России. Неоднократно признавался MVP нападения в международных и внутренних играх. Является одним из первых игроков в американский футбол в России и СССР. В 1990-х годах много работал с американскими тренерами, которые развивали американский футбол в России.

С 2000 года занимается развитием флаг-футбола. Тренер Сборной команды России.
В 2003 году начал тренерскую карьеру в составе команды" Московские Медведи" в качестве тренера нападения. Тренировал команды «Чёрный Шторм», «Red Falcons». Многократный серебряный призер чемпионата России по американскому футболу.
С 2012 года главный тренер «Московских Спартанцев». Под его руководством команда неоднократно выходила в полуфинал Восточной Лиги Американского Футбола (ВЛАФ) и одерживала победы, как во внутренних, так и международных матчах.
В 2015 году под руководством Гееца «Спартанцы» дебютировали в чемпионате России. Под его руководством — бронзовые (2015, 2017 года), серебряные (2016 год) и золотые призёры (2018 год).
Так же, под руководство А. Г. Гееца, Спартанцы одержали победу в розыгрыше Кубка Монте Кларка (2018 год) и Восточно-европейской Суперлиге (2019 год).
Геец стал первым российским тренером, который сумел привести команду к победе в крупном европейском турнире, в 2019 году «Спартанцы» одержали победу в CEFL CUP
С 2022 года, Алексей является главным тренером "Драконов" - Московской команды по американскому футболу. Под руководством тренера, команда выиграла бронзовые медали Первой Лиги в сезоне 2023, что стало главным достижением клуба, за всё время его существования.